# 対艦弾道ミサイル
対艦弾道ミサイル（たいかんだんどうミサイル、英語: anti-ship ballistic missile, ASBM）は、対艦兵器として用いられる弾道ミサイル。防衛省では対艦攻撃弾道ミサイルと訳している。

## 冷戦期の試み

### ソビエト連邦
1960年にソビエト連邦で開催されたロケット・航空システム会議において、ソ連海軍は、当時既に明白であったアメリカ海軍の空母機動部隊の優勢に対抗するためのミサイル技術の開発を要請した。これに対し、著名なロケット工学者であったウラジーミル・チェロメイが提案したのが「海上を機動する目標を攻撃できる弾道ミサイル」の研究開発であった。
潜水艦発射弾道ミサイル（SLBM）であるR-27（SS-N-6）をベースとした対艦版として開発されたのがR-27Kであった。これはベースとなったR-27とは違って2段式で、2段目は大気圏外での軌道修正に用いられた。ミサイルが最高高度300 kmに達すると、再突入体が姿勢制御を始め、目標捜索・追尾システムがデータ処理を開始することになっていた。
再突入体に搭載されたレーダーは、予定された弾着点を中心として半径65 kmの捜索が可能であり、その範囲内の大型船舶を探知することができた。レーダーが大型船舶を探知すると、再突入体はこれを追尾して、実際の目標位置に基づいて小型ロケットを用いて弾道を修正する。しかし自ら搭載しているセンサーの探知によって飛行経路を調整するだけでは、海上を機動している敵空母に命中させることは困難であるため、広範囲を破壊できる核弾頭の搭載が考慮されていた。
1970年からは陸上訓練場における発射試験が開始され、20発中16発が成功裏に発射された。また同システムは605型潜水艦K-102（629型からの改装艦）に搭載されて、1972年12月からは洋上での発射試験も開始された。こちらも11回中10回の発射に成功し、最後に行われた1975年の試験では、実艦標的に命中させたとされる。このように、技術的には実現可能とみられていたが、結局、実戦配備には至らなかった。その背景には、ソ連海軍の水上艦艇派や潜水艦派の抵抗、また第一次戦略兵器制限交渉の影響も指摘されている。

### アメリカ合衆国
アメリカ合衆国でも、1970年代より配備された準中距離弾道ミサイル（MRBM）であるパーシング IIにおいて、アクティブ・レーダー・ホーミング（ARH）誘導によって平均誤差半径（CEP）30 mという高精度の射撃が可能になると、これを対艦兵器として使用することも考慮されるようになった。ただし1988年にアメリカが中距離核戦力全廃条約を批准したことに伴って、同ミサイルは退役・廃棄された。

## 中国での配備

### 来歴
米中間における軍事的衝突の潜在的可能性を踏まえて、1990年代以降の中華人民共和国は接近阻止・領域拒否（A2/AD）能力の整備に力を入れており、その一環としてASBMの開発・配備を図っている。これは上記の冷戦期の試みを踏まえて、旧ソ連から入手した設計図をもとにしつつ、アメリカの同様の武器システムの技術を参考にして開発されたとみられている。
まず開発されたのが、準中距離弾道ミサイル（MRBM）をベースにしたDF-21Dで、アメリカ国防総省では2010年には初期運用能力を獲得したものと推測している。射程は1,500から2,000 km程度と推定されており、アクティブ・レーダー・ホーミング誘導に加えて赤外線画像（IIR）誘導を併用するともいわれる。また中距離弾道ミサイル（IRBM）をベースにしたDF-26Bも開発されており、2018年4月より正式な部隊配備を開始した。こちらは射程4,000 kmと推定されており、対艦攻撃のほか対地攻撃も可能とされる。
2020年11月14日の報道では、同年8月に西沙諸島で行われた演習において、移動中の実艦標的に対してDF-21およびDF-26が命中したと発表された。

### 効果と課題
これらの弾道ミサイルは、航空機などと比べて遠距離への火力投射が容易であり、高速であるために迎撃されにくいというメリットがある。また厳重に防衛された中国本土から発射できることから、発射拠点を攻撃することが難しいこともメリットとなる。DF-21DとDF-26Bのいずれも、輸送起立発射機（TEL）による機動的な運用が可能であり、地形などを活用して更に生存性を上げることができる。
一方、ASBMの有用性については過大評価を戒める意見もある。射程が長く攻撃可能範囲が広いために、広大な海洋上を移動する目標を捕捉・追尾して、これを攻撃するために必要な射撃諸元を算出・伝達することはなおさら困難で、重要である。そのためのC4ISRシステムは宇宙に配備されている部分も多いが、これらは衛星攻撃兵器に対する脆弱性を抱えている。またミサイル誘導装置のセンサ部が大気圏再突入時の熱の壁による空力加熱（断熱圧縮）に耐えられるか、耐えられたとしてもその中で捕捉・追尾を保てるかといった技術的問題もかねてから指摘されている。
アメリカ海軍ではASBMが脅威を及ぼしうるとの前提で行動するようになっており、台湾有事を想定して海上自衛隊と共同演習を行う場合には、アメリカ海軍の空母は第二列島線より東側での行動がほとんどになっているとも指摘された。一方で、2016年10月にはアメリカ海軍作戦部長 リチャードソン大将がASBMの脅威について「manage可能であり、manageされるだろう」と述べ、2021年1月には海軍作戦部副部長と海軍情報局長を兼務するトスラー中将がASBMについて「中国は資金をどんどんつぎこんでもらいたいと願う。次の紛争はあのようなものでは勝利できない」と発言するなど、対抗策の確立に伴って脅威認識の変化が起きているとも推定されている。従来からのミサイル防衛（BMD）システムの配備進展に加えて、海軍が新たな作戦コンセプトとして採択した分散型海上作戦（Distributed Maritime Operation, DMO）においては、艦隊レベルでの部隊の分散、機動、そして電子戦が対抗手段として打ち出されている。

## 主な対艦弾道ミサイル
中国
- DF-21D[注 3]
- DF-26B（英語版）
- DF-17(対艦モデル) - 開発中

 インド
- ダヌス - 開発中

 イラン
- ペルシアン・ガルフ - 開発中